# ニュージーランド国民党
ニュージーランド国民党（ニュージーランドこくみんとう、英語: New Zealand National Party、マオリ語: Rōpū Nāhinara、略称：National、またはNats）は、ニュージーランドの中道右派の保守政党。ニュージーランド労働党と並んでニュージーランドの二大政党の一つ。国際民主同盟に加盟している。

## 政治思想
- 親米政策路線を主張している。
- 反核を主張するニュージーランド労働党と緑の党に対して、核エネルギーの利用には肯定的である（ただし、核兵器の保有に関しては明言していない）。
- かつては保守主義、白人主義（非白人移民の制限を政策目標とするなど事実上の人種差別主義）の立場を標して榜おり、マオリ（ニュージーランドの先住民で少数民族）系住民の保護政策に関しても消極的であった。だが2008年に発足したジョン・キー政権では一変し「マオリの権利擁護政策を訴える」マオリの党から初の閣僚が指名された（ただし閣外協力）。しかし2023年11月に発足したクリストファー・ラクソン政権には先住民政策の見直しを訴えるACT党が連立に参加したこともあり、マオリに対する支援は縮小することで合意している[6]。
- 経済政策においては、自由経済主義や市場経済主義を主張しており、福祉政策に関しては消極的である。
- 安全保障政策に関しては、太平洋安全保障条約（ANZUS）の事実上の復活に積極的な姿勢を示している。

## 歴史
- 1936年に改革党と統一党（かつての自由党）が合体して誕生した。世界恐慌の中、改革・統一両党の保守連立政権は1935年の選挙で労働党に敗北し、これをきっかけとして両党は保守合同に踏み切り、名前を国民党と改めた。以来、政権を3度（1949年 - 1957年、1960年 - 1972年、1975年 - 1984年）にわたり担っている。党の政策は、企業活動に対し政府の介入や規制を極小化するなど、典型的な保守政党として政策を推進してきた。
- 第二次世界大戦後は一貫して親米政策をとっている。安全保障分野ではオーストラリア、アメリカとともに太平洋安全保障条約の締結を行い、またエシュロンにも参加している。経済分野でもアメリカ資本やオーストラリア資本導入を受け入れることで産業振興に力を入れてきた。また国の主要な産業である酪農品の輸出では日本を重視すると共に、オーストラリアと経済緊密化協定を結んで両国経済の一体化をはかった。しかし世界経済の不況とインフレの前に、マルドゥーン首相は1984年選挙でロンギ労働党政権に敗れた。
- アパルトヘイト政策によって国際社会から孤立していた南アフリカのラグビー代表チームのニュージーランド遠征を受け入れるか否かについて国論が二分された際、国民党はスポーツの政治介入阻止とラグビー南ア代表の入国を認めることを選挙公約に掲げて勝利。マルドーン政権はラグビー・ニュージーランド代表チームを南アに遠征させた。これに抗議するため、1976年に開かれたモントリオール五輪では、多くのアフリカ諸国が五輪をボイコットする事態となった。にもかかわらず、マルドーン首相は南ア代表チームの自国遠征を認め、国内の極左による反体制運動を厳しく取りしまった。しかし、南ア対ニュージーランドのラグビー試合は、試合会場にデモ隊が乱入し、試合は中止に追い込まれた。
- 2008年の総選挙では58議席（定数121）を獲得しニュージーランド労働党から3期9年ぶりに政権を奪還する。次の2011年の総選挙では59議席を獲得、さらに2014年の総選挙では単独過半数となる61議席と議席を伸ばし、キー政権は3期目に入った。2017年、2期目のビル・イングリッシュ党首のもとで迎えた初の総選挙（英語版）では58議席を獲得し第1党を守ったものの過半数には届かず[7]、野党が労働党党首ジャシンダ・アーダーンを首班とする連立政権樹立で合意したため、政権を手放すこととなった[8]。
- 2020年10月17日に行われた総選挙では35議席にとどまり、与党であった労働党に過半数（64議席）を獲得することを許し、党首自ら敗北宣言を行った。ニュージーランドでは1996年に比例代表制が採用されて以降、与党が単独で過半数を得ることが難しくなっており、記録的な敗北となった[9][10]。

## 歴代党首
- 初代（1936年 - 1940年） アダム・ハミルトン（英語版）
- 2代（1940年 - 1957年） シドニー・ホランド（英語版）（首相在任期間：1949年 - 1957年）
- 3代（1957年 - 1972年） キース・ホリヨーク（英語版）（首相在任期間：1957年、1960年 - 1972年）
- 4代（1972年 - 1974年） ジャック・マーシャル（英語版）（首相在任期間：1972年）
- 5代（1974年 - 1984年） ロバート・マルドゥーン（首相在任期間：1975年 - 1984年）
- 6代（1984年 - 1986年） ジム・マックレイ
- 7代（1986年 - 1997年） ジム・ボルジャー（首相在任期間：1990年 - 1997年）
- 8代（1997年 - 2001年） ジェニー・シップリー（首相在任期間：1997年 - 1999年）
- 9代（2001年 - 2003年） ビル・イングリッシュ
- 10代（2003年 - 2006年） ドン・ブラッシュ
- 11代（2006年 - 2016年） ジョン・キー（首相在任期間：2008年 - 2016年）
- 12代（2016年 - 2018年） ビル・イングリッシュ（首相在任期間：2016年 - 2017年）
- 13代（2018年 - 2020年） サイモン・ブリッジス
- 14代（2020年）トッド・マラー
- 15代（2020年 -  2021年）ジュディス・コリンズ（英語版）
- 16代（2021年 - ）クリストファー・ラクソン（首相在任期間：2023年 - ）